# Niulakita
Niulakita è un'isola situata nell'oceano Pacifico. Appartiene amministrativamente a Tuvalu, ha una superficie di 0,42 km² ed una popolazione di 27 abitanti (2012).
L'isola è stata abitata a partire dal 1949 da popolazione proveniente da Niutao.